# Записи о моме народу
„Записи о моме народу” је збирка приповедака српске књижевнице Исидоре Секулић. Књига је објављена 1948. године у издању београдске издавачке куће Просвета. Збирка се састоји из шест дужих приповедака: „Шумановићи”, „Марица”, „Склоништа, животиње и људи, и господин Мића”, „Друг Максим Горки”, „Динићи”, и „Деда Маша”, као и једне рефлексивне песме под насловом „Светле ноћи су палих хероја небо”, што је један од ретких записа Исидоре Секулић написаних у стиху. Збирка је посвећена погинулим Србима у ратовима током периода од 1912. до 1945. Посвета одговара тематско-мотивском регистру збирке, пошто се у њој приповеда о етичким дилемама српских војника и цивилног становништва током Балканских ратова, Првог светског рата и Другог светског рата. Стил је наглашено реалистичан, пун фактографије живота једног времена.

## Радња

### Посвета
Рад овај посвећујем изгинулој мојој браћи 1912-1945. Са много минута ћутања, до у гроб.

### Светле ноћи су палих хероја небо
Песма је написана у слободном стиху и у неоромантичарском стилу. У песми је опевана метафизичка историја српског народа сагледана као ланац хероја заветованих да „не могу живети без правде у слободи“.

### Шумановићи (Војводина – Србија 1912—1914)
Приповетка је исприповедана у првом лицу. Иван Шумановић је потпуковник аустроугарске војске, чији су преци генерацијама служили као војници Аустроугарске краљевине. Иван има двојицу синова, Богдана и Славка. Од њих се очекују да наставе очевим стазама. Међутим, Славко доживљава национално буђење и одлучује да из Војводине пребегне у ослобођену Србију. Тамо је учествовао и био одликован у Балканским ратовима. Када избије Први светски рат, браћа се налазе на различитим зараћеним странама; Славко у српској, а Богдан у аустроугарској војсци. Приповетка се завршава вестима о погибији обојице на бојном пољу.

### Марица (Србија 1914)
Приповетка је исприповедана у првом лицу. Неименована јунакиња, која је уједно и приповедачица, налази се у Сокобањи у првој години Првог светског рата. Она постаје блиска са Марицом, локалном земљорадницом из Црне Горе, којој је погинуо старији син Павле у рату. Приповетка се завршава војном регрутацијом и Маричиног млађег сина Јована.

### Склоништа, животиње и људи, и господин Мића (Београд 1943—1944)
Приповетка је исприповедана у трећем лицу. У њој се описују различите реакције и живот Београђана приликом савезничког бомбардовања Београда у Другом светском рату. Приповедачки фокус посебно лежи на Мићи, плитком и грамзивом богаташу. Док се београдском чаршијом све више шири глас да долазе Руси, Мића и даље верује да ће Србију да ослободе четници. Долазак партизана и руских војника буди осећај разочарења код Миће који закључује да је очекивао другачију врсту слободе.

### Друг Максим Горки (Србија 1912—1945)
Приповетка је исприповедана у трећем лицу. Приповедање у њој обухвата шири временски период који описује пријатељство Владислава Ђурића и Мише Катића у Првом светском рату и Васка и Пеке у Другом светском рату. Пошто су Владислав и Васко из богатих, грађанских породица, а Миша и Пеко из најсиромашнијијих слојева ондашњег српског становништва, велики теметски простор је дат сликању међукласних односа у међуратној Србији. Такође, приказан је утицај стваралаштва Максима Горка на српску омладину.

### Динићи
Приповетка је исприповедана у трећем лицу и подељена је на три дела: „Дед, отац и син”, „Усвојенац Динић” и „Нана”. У првом делу се приповеда о мушким члановима сеоске породице Динић током три генерације, са нагласком на ратна страдања. Најстарији Власта гине током повлачења српске војске кроз Албанију у Првом светском рату, његовог сина Радована убијају нацисти у родној кући током Другог светског рата, а унук Драги гине као партизан у антифашистичкој борби. У другом делу се приповеда о Матији, сестрићу Радована кога је овај сеоски газда усвојио и отхранио у своме дому. Матији су у партизанској борби страдале очи, те он сада лежи у боници и чека резултате операције очију. У овом делу, поред психолошког стања младог човека који треба да се помири са новонасталим инвалидитетом, дата је и шира панорама једног болничког одељења за очне болести. У трећем делу приповеда се о Мари Јосимовој, Властиној жени, то јест мајци Радована и баки Матије и Драгог. Приповеда се о тешком животу племените сељанке од околности њене удаје до коначне смрти у старости, заједно са њеним реакцијама на страдање својих најмилијих чланова породице.

### Деда Маша (Београд 1870—1944)
Приповетка је исприповедана у трећем лицу. У питању је сага о богатој београдској породици. Као и претходна приповетка, она обухвата три генерације. Прича је посвећена најстаријем припаднику породице, деда Маши, осуђеном, да, попут сељанке Маре, доживи смрт треће генерације у рату.